# Dionisio Aguado García
Dionisio Tomás Ventura Aguado y García (Madrid, 8 d'abril de 1784 - Madrid, 20 de desembre de 1849) va ser un compositor i guitarrista clàssic espanyol.

## Biografia

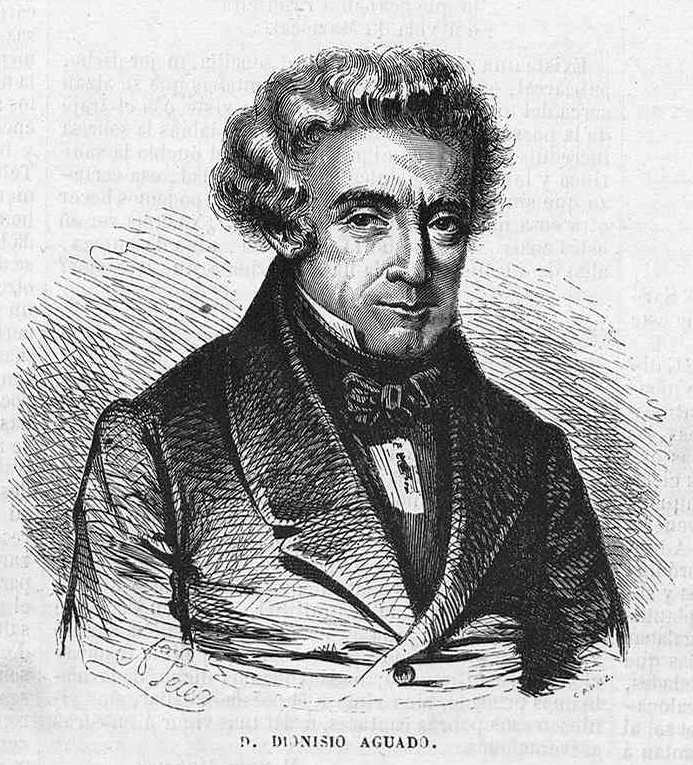
Dionisio Aguado, gravat publicat a El Museo Universal el 1858.

És un dels guitarristes espanyols més cèlebres del segle xix. Va iniciar els seus estudis musicals amb fra Miguel García, conegut com el pare Basilio. Influenciat per l'italià Federico Moretti, i juntament amb Ferran Sor, va adoptar la notació convencional per a guitarra, prescindint de la notació per tabulatura, imperant a Espanya en aquella època.
La invasió dels exèrcits de Napoleó i el que això va comportar van fer que es retirés amb la seva mare a les seves terres de Fuenlabrada i es dediqués a aprofundir en els seus coneixements musicals. Després d'un període de retir, durant el qual es va dedicar a l'estudi i perfeccionament de la seva tècnica, va marxar a París el 1825, i va atreure l'atenció de músics rellevants de l'època (com ara Gioachino Rossini, Niccolò Paganini, Vincenzo Bellini, Ferran Sor i Francesc de Paula de Fossà) pel seu virtuosisme, i va aconseguir un gran èxit amb els seus recitals. Amb Sor va fer amistat, va col·laborar estretament i fins i tot va viure durant un temps. De fet, aquest li va dedicar un duet (Op.41, Les Deux Amis, els dos amics, una part està marcada "Sor" i l'altra "Aguado"). El 1838 va tornar a Madrid, on va dedicar la seva vida a l'ensenyament fins que va morir el 29 de desembre de 1849.

## Aportacions
Va ser un estudiós profund que va dedicar molts anys a l'estudi de la guitarra, tant en l'aspecte musical com en l'estructural. En el primer dels aspectes destaca per ser un estudiós de la digitació. A més, gràcies a aquest estudi, va desenvolupar el seu mètode d'ensenyament titulat “Escola de Guitarra”, publicat a Madrid el 1825. Aquest mètode és considerat com l'antecessor dels mètodes publicats al segle xx. També se'l coneix per la invenció del tripedison (també anomenat "la trípode") per sustentar la guitarra sobre una base. Aguado és considerat un dels professors més innovadors del segle xix. Cal destacar que els sis forats presents al pont de la guitarra van ser ideats per ell el 1824. Li estan dedicats una escola de música i un institut d'educació secundària a la vila de Fuenlabrada.

## Obres
Llista no exhaustiva de les seves composicions:
- Op.1, 12 valsos per a guitarra. Vals n. 1 , Vals n. 2, Vals n. 3, Vals n. 4, Vals, 5, Vals n. 6
- Op.2, 3 rondós brillants.
- Op.3, 8 peces petites.
- Op.4, 6 peces petites.
- Op.5, Quatre andants i quatre valsos
- Op.6, Nou mètode de guitarra.
- Op.7, Valsos fàcils.
- Op.8, Contradanses i valsos fàcils.
- Op.9, Contradanses no difícils
- Op.10, Exercicis fàcils i molt útils
- Op.11, Les Favorites - Vuit contradanses
- Op.12, 6 minuets i 6 valsos.
- Op.13, Peces agradables i no difícils
- Op.14, Deu peces petites i no difícils
- Op.15, El minuet a l'estil del fandango
- Op.16, El fandango variat

## Discografia
- Spanish music for 6-course guitar around 1800. Centaur-records Arxivat 2014-01-06 a Wayback Machine., 2012 (CRC 3277). Conté el Fandango, op.16, d'Aguado i la Fantasia, op.27, de Moretti.
- Duo Imbesi Zangarà, Tocando en Dos  works by Julian Arcas, Francisco Tarrega, Dionisio Aguado, performed by Carmelo Imbesi e Carmen Zangarà, Classical Music 3.0, 2022